# Anachis sparsa
Anachis sparsa är en snäckart som först beskrevs av Reeve 1859.  Anachis sparsa ingår i släktet Anachis och familjen Columbellidae. Inga underarter finns listade i Catalogue of Life.